# Manuel Hernández
Manuel Hernández García (Cartagena, 1984. augusztus 24. –) spanyol motorversenyző, legutóbb a MotoGP 250 köbcentiméteres géposztályában versenyzett.
A sorozatban 2004-ben mutatkozott be, a nyolcadliteresek között. Egészen 2006-ig ott versenyzett, majd egy év szünet után már a negyedliteresek között folytatta. Karrierje során eddig 12 pontot szerzett.

## Statisztika
| Szezon   | Géposztály | Motor   | Versenyek | Győzelem | Dobogó | Pole | Pont | Poz. |
| -------- | ---------- | ------- | --------- | -------- | ------ | ---- | ---- | ---- |
| 2004     | 125 cm³    | Aprilia | 5         | 0        | 0      | 0    | -    | -    |
| 2005     | 125 cm³    | Honda   | 16        | 0        | 0      | 0    | 12   | 24.  |
| 2006     | 125 cm³    | Honda   | 9         | 0        | 0      | 0    | 2    | 24.  |
| 2008     | 250 cm³    | Aprilia | 7         | 0        | 0      | 0    | 5    | 23.  |
| Összesen |            |         | 37        | 0        | 0      | 0    | 19   |      |